# USS Truxtun (CGN-35)
USS Truxtun (CGN-35) – jedyny w swoim typie amerykański okręt rakietowy o napędzie atomowym, który wszedł do służby w 1967. Okręt był początkowo klasyfikowany jako duży niszczyciel rakietowy. Od 1975, po reformie klasyfikacji okrętów, klasyfikowany jako krążownik rakietowy. Był to trzeci typ amerykańskich krążowników rakietowych z napędem atomowym po USS „Long Beach” i USS „Bainbridge”.

## Historia
Potrzeba posiadania jednostek eskortowych z napędem atomowym, zdolnych towarzyszyć lotniskowcom, klasyfikowanych początkowo jako fregaty rakietowe, doprowadziła do opracowania dwóch jednostek, które opracowano na podstawie dwóch typów fregat rakietowych z napędem konwencjonalnym. Powstały dwa unikatowe okręty USS „Bainbridge” i USS „Truxtun”, które opracowano na podstawie okrętów typu Leahy i Belknap.
Stępkę pod USS „Truxtun” położono 17 czerwca 1963 w stoczni New York Shipbuilding Corporation w Camden stan New Jersey. Wodowanie nastąpiło 19 grudnia 1964, wejście do służby 27 maja 1967. Pierwszą misją okrętu było zapewnienie osłony lotniskowcowi USS „Enterprise” w styczniu 1968, który działał w ramach 7 floty w rejonie Morza Japońskiego w związku z kryzysem wywołanym zajęciem przez Koreę Północną amerykańskiego okrętu rozpoznawczego USS „Pueblo”. 
Następnie w ramach 4 misji w latach 1968–1973 działał w rejonie Zatoki Tonkińskiej w związku z toczoną wojną wietnamską. Do głównych zadań okrętu podczas tych działań należało zapewnienie dozoru radarowego obszaru powietrznego w rejonie Zatoki Tonkińskiej. Okręt zabezpieczał także korytarz powietrzny wykorzystywany przez amerykańskie samoloty w tym rejonie. Podczas tych działań przyczynił się do zestrzelenia 11 północnowietnamskich Migów, za co został trzykrotnie wyróżniony. Uratował także 3 zestrzelonych amerykańskich pilotów.
Okręt został wycofany ze służby 11 września 1995 i przeznaczony na złom.